# Лафейетт (округ, Флорида)
Лафейе́тт (англ. Lafayette county) — округ штата Флорида Соединённых Штатов Америки. На 2000 год в нём проживало 7 022 человека. По оценке бюро переписи населения США в 2008 году население округа составляло 8013 человека. Окружным центром является город Мейо. На территории округа действует сухой закон (полный запрет на продажу алкогольной продукции).

## История
Округ Лафейет был сформирован из части округа Мэдисон 23 декабря 1856 года, и на тот момент включал территорию современного округа Дикси. Округ был назван в честь маркиза де Лафайетт, французского подданного, оказывавшего поддержку колониям во время войны за независимость. Первое время окружной суд собирался в доме Ариэля Джонса, неподалёку от Файеттвилла. Администрация округа была перенесена в Мейо из Нью-Трой в 1893 году. Сейчас Мейо является единственным инкорпорированным городом округа. В 1921 году от округа были отделены южные районы и сформирован округ Дикси.